# Lorenzo Leporati
un che di bruciato misto alla più grata delle aspettative, 
un formicolio un peduncolo un paesaggio da lontano, 
l'operosità guardinga della fioritura, 
come una spina incline alla parata.
(da Una diceria, 7 Poeti del Premio Montale 2000)»
Lorenzo Leporati (Chieti, 25 febbraio 1966 – Chieti, 13 maggio 2024) è stato un poeta e traduttore italiano.

## Biografia
Di origini parmensi (il bisnonno Dante, ufficiale postale, si trasferì da Parma in Abruzzo agli inizi del '900 e qui trovò la morte nel 1918 dopo aver contratto l'influenza spagnola), cominciò a scrivere poesie da bambino. A vent'anni, folgorato dai Pisan Cantos di Ezra Pound, si avventurò nel vorticismo alla ricerca del proprio stile, dedicandosi nel frattempo allo studio degli ideogrammi nella poesia tradizionale cinese e giapponese. Nel 1990 si laureò in Economia a Pescara. Nel 1994 creò La casa dei parti, casa editrice specializzata in libri di poesia a tiratura limitata, dopo aver lavorato come commesso nella libreria Sellerio di Elvira Giorgianni a Chieti. Nel 1998 curò una riedizione dei Vestigi della storia del sonetto italiano dall'anno MCC al MDCCC di Ugo Foscolo. Nel 2000 fu uno dei vincitori del Premio Montale e fu presente nell'antologia 7 poeti del premio Montale (Crocetti Editore, Milano 2001). Studioso di mistica e poesia religiosa, tradusse poesie di Rabindranath Tagore, Matsuo Bashō e Yosa Buson. Seguì gli insegnamenti di Gurdjieff. Visse a Siena. Nel corso degli anni diversi scrittori si interessarono al suo lavoro con interventi critici su riviste, pubblicazioni o in qualità di membri di giuria di premi letterari tra cui Maria Luisa Spaziani, Mario Luzi, Roberto Pazzi, Franco Loi, Marco Marchi, Gabriele Mandel, Giovanna Ioli, Roberto Rossi Precerutti.

## Opere

### Poesia
- Into the carriage, Potenza 1989.
- Fracasso d'angeli, Milano 1992.
- Lirichette minori da catalogo, Chieti 1995.
- L'utilità acheropita, Chieti 1998.
- Scali nell'anima-pesce, Siena 2006.
- Mi uccida la Tua bellezza, Roma 2006.
- Il canto delle pescatrici, Chieti 2012. ISBN 978-88-86885-31-7
- Un giardino per ciechi, Chieti 2023.

### Plaquettes
- Cromer's amateur, (tiratura 22 copie), Chieti 1992.
- Puro di Perlascura, (tiratura 99 copie numerate da 1 a 99), Chieti 1993.
- Piccolo necessario portatile, (tiratura 100 copie), Chieti 1994.
- Grâce, (tiratura 16 copie numerate da 1 a 16), Chieti 1994.
- Il bagnino agogna il diluvio, (tiratura 100 copie numerate da 1 a 100), Chieti 1994.
- Nel tempio di Matsuo Bashõ, (tiratura 50 copie numerate da 1 a 50), Chieti 1994.
- Il sole di Austerlitz, (tiratura 50 copie numerate da 1 a 50), Chieti 1994.
- Immagini sacre da libro, (tiratura 200 copie numerate da 1 a 200), Chieti 1994.
- Il principe Samm, (tiratura 100 copie numerate da 1 a 100), Chieti 1994.
- All'insegna del vitello d'oro, (tiratura 500 copie numerate da 1 a 500), Chieti 1996.
- Breviario zen, (3 edizioni, tiratura complessiva 115 copie numerate da 1 a 115), Chieti 1997.
- Il corpo gentile, (tiratura 30 copie numerate da 1 a 30), Siena 2009.
- Il figlio dell'imbianchino, (tiratura 16 copie numerate da 1 a 16), Siena 2010.

### Antologie
- I giovani e la poesia anno II, Bologna 1989.
- I giovani e la poesia anno IV, Bologna 1990.
- L'attimo della parola, Arezzo 1991.
- I nomi del fuoco, Modena 1993.
- Risveglio di primavera, Chieti 1997.
- Al tuo perpetuo canto, Murazzano 1997.
- Lerici-Pea (XLV edizione), Lugano 1998.
- 7 poeti del premio Montale, Milano 2001. ISBN 978-88-8306-044-1
- Vent'anni di poesia. Antologia dei poeti premiati 1982-2002, Firenze 2002. ISBN 978-88-368-0725-3
- Sette salti (dieci anni di aforismi), Murazzano 2002.
- Via del vento e altri testi, Castelfiorentino 2006.
- Il segreto delle fragole 2009, Faloppio 2008. ISBN 978-88-7848-435-1
- Su biccu/l'angolo e altri testi, Castelfiorentino 2008.
- Poesie mistiche e religiose contemporanee, Milano 2008. ISBN 978-88-903159-4-7
- Poeti italiani del XXI secolo, Memphis Tennessee 2011. ISBN 978-1-232-11031-6
- "Insieme" Antologia VIII Concorso Internazionale di Poesia e Prosa "Giuseppe Longhi", Romano di Lombardia (BG), 2011.
- Il Tiburtino 2012. Sibilla, Villalba di Guidonia 2012. ISBN 978-88-591-0278-6
- FreeWords 100 Attimi di Assenza, 2012.
- Il segreto delle fragole 2013, Faloppio 2012. ISBN 978-88-7848-712-3
- 7º Concorso Stefano Marello, Città di Torino 2012.
- Gli inediti del Premio internazionale Mario Luzi 2012 vol.3, Roma 2013. ISBN 978-88-6748-020-3
- I poeti del LericiPea 2013, Novara, Interlinea edizioni, 2013. ISBN 978-88-8212-087-0

### Teatro
- Dal deserto e dalle acque, Chieti 1988.
- Canti orfici, Maggio Teatino, Chieti 1994.

### Traduzioni
- Gitanjali, Chieti 1994.
- Poeti tradizionali cinesi, Chieti 1998.
- Poeti tradizionali giapponesi, Chieti 1998.

### Saggistica
- Le chiese della città di Chieti, Chieti 1992.
- I palazzi della città di Chieti, Chieti 1993.

## Premi
- 1989 vincitore IV edizione del premio I giovani e la poesia, provveditorato agli studi, Bologna.
- 1990 vincitore IV edizione del Premio di letteratura il Salice, Potenza.
- 1992 finalista IV biennale nazionale letteratura/ambiente (I nomi del fuoco), Modena.
- 1994 finalista XII edizione del Premio Montale (sezione inediti italiani), Roma.
- 1994 vincitore I edizione del premio L'estate, associazione teatina degli artisti, Chieti.
- 1995 finalista IV edizione del Premio biennale di poesia Laura Nobile, università di lettere, Siena.
- 1998 vincitore 2º posto XLV edizione del Premio di poesia Lerici-Pea (sezione inediti), Lerici.
- 2000 vincitore XVIII edizione del Premio Internazionale Eugenio Montale, (sezione inediti italiani), Roma.
- 2006 vincitore 2º posto VIII edizione del Premio letterario di Castelfiorentino, Castelfiorentino.
- 2007 finalista V edizione del Premio internazionale Cesare de Lollis, Chieti.
- 2008 finalista X edizione del Premio letterario di Castelfiorentino, Castelfiorentino.
- 2008 finalista III edizione del Concorso nazionale annuale di poesia Gerardino Romano, Benevento.
- 2008 finalista premio nazionale biennale Poesia mistica e religiosa, Milano.
- 2011 vincitore finalista VIII Concorso Internazionale di Poesia e Prosa "Giuseppe Longhi", Romano di Lombardia (BG).
- 2012 menzione speciale al merito I edizione concorso internazionale di poesia Il Tiburtino, Tivoli.
- 2012 menzione di merito Premio Internazionale di poesia Città di Castrovillari-Pollino (sezione poesia edita), Castrovillari.
- 2012 vincitore Premio nazionale di poesia edita Leandro Polverini (sezione poesia sperimentale), Anzio.
- 2012 vincitore 2º posto VII edizione del Premio Letterario Stefano Marello (sezione poesia), Torino.
- 2013 menzione di merito Premio di poesia edita la civetta di Minerva, Starze di Summonte.
- 2013 finalista LIX edizione del Premio di poesia Lerici-Pea (sezione inediti), Lerici.
- 2016 finalista XVII edizione del Premio letterario di Castelfiorentino, Castelfiorentino.

## Curiosità
- Disegnò il logo delle Edizioni Noubs.
- Roberto Pazzi si ispirò a lui per un personaggio del suo romanzo Conclave, il camerlengo Leporati.
- La sua poesia l'Annunciazione fu utilizzata come prologo del romanzo Trilogia di uomini con donna in una settimana di Mauro Marzi.
- Anagrammando "La casa dei parti" e usando come lettera 'O' il logo della casa editrice (l'uroboro, il serpente che si morde la coda) si ricava la frase "a casa di Leporati".